# Чёрный четверг (фильм)
«Чёрный четверг» (пол. Czarny czwartek), или «Чёрный четверг. Янек Вишневский пал» (пол. Czarny czwartek. Janek Wiśniewski padł) — польский фильм 2011 года в жанре исторической драмы. Рассказывает о рабочих протестах декабря 1970 на Балтийском побережье, подавленных властями с применением вооружённых сил. В центре сюжета судьба реальных лиц — погибших гдыньских рабочих Брунона Дрывы и Збигнева Годлевского (при этом среди персонажей фигурируют и члены высшего партийно-государственного руководства). Создание фильма было приурочено к 40-летию событий. Режиссёр — Антоний Краузе.

## Сюжет

### Концепция
Все главные персонажи картины — и простые рабочие из Гдыни, и члены политбюро ЦК ПОРП — реальные исторические лица в реальных исторических событиях. Действие протекает в трёх разных ипостасях: трагедия польской семьи, рабочий протест и кровавое подавление, властолюбие и жестокость высших руководителей страны.

Фильм Краузе разыгрывается в параллельных мирах: частных домах и партийных комитетах, которые в 1970 году не могли встретиться нигде, кроме как на улице, в неравной схватке с десятками жертв.

### Завязка
Декабрь 1970 года. Рабочий судоверфи Брунон Дрыва с женой и тремя детьми переехал в новую квартиру в Гдыне. Брунон и Стефания готовятся к декабрьским праздникам. Обрисованы их характеры, добрые отношения в семье, с родными, друзьями и соседями. Их жизнь спокойна и по меркам ПНР, особенно тех времён, относительно благополучна.
Перед католическим Рождеством ЦК ПОРП и правительство ПНР принимают решение о значительном повышении цен. Это вызывает массовый протест. Тысячи рабочих собираются у административного здания. Председатель городского совета Ян Марианьский вступает в переговоры с демонстрантами.
Высшее партийно-государственное руководство решает подавить волнения вооружённой силой. На место событий прибывает член политбюро секретарь ЦК ПОРП Зенон Клишко и приказывает учинить расправу: «С контрреволюцией надо не говорить, а стрелять».

### Кровопролитие
Рабочих активистов избивает и арестовывает ЗОМО (применяется метод ścieżka zdrowia («путь здоровья») — избиение задержанных дубинками в два милицейских ряда, типа прогона сквозь строй). Армейские и флотские части приводятся в боеготовность (некоторые военачальники не согласны с партийным решением, сомнения выражает даже командующий ВМФ адмирал Янчишин, но все беспрекословно выполняют приказ политического руководства). Объявляется о закрытии доступа в Гдыню. Войска и части ЗОМО занимают боевые позиции.

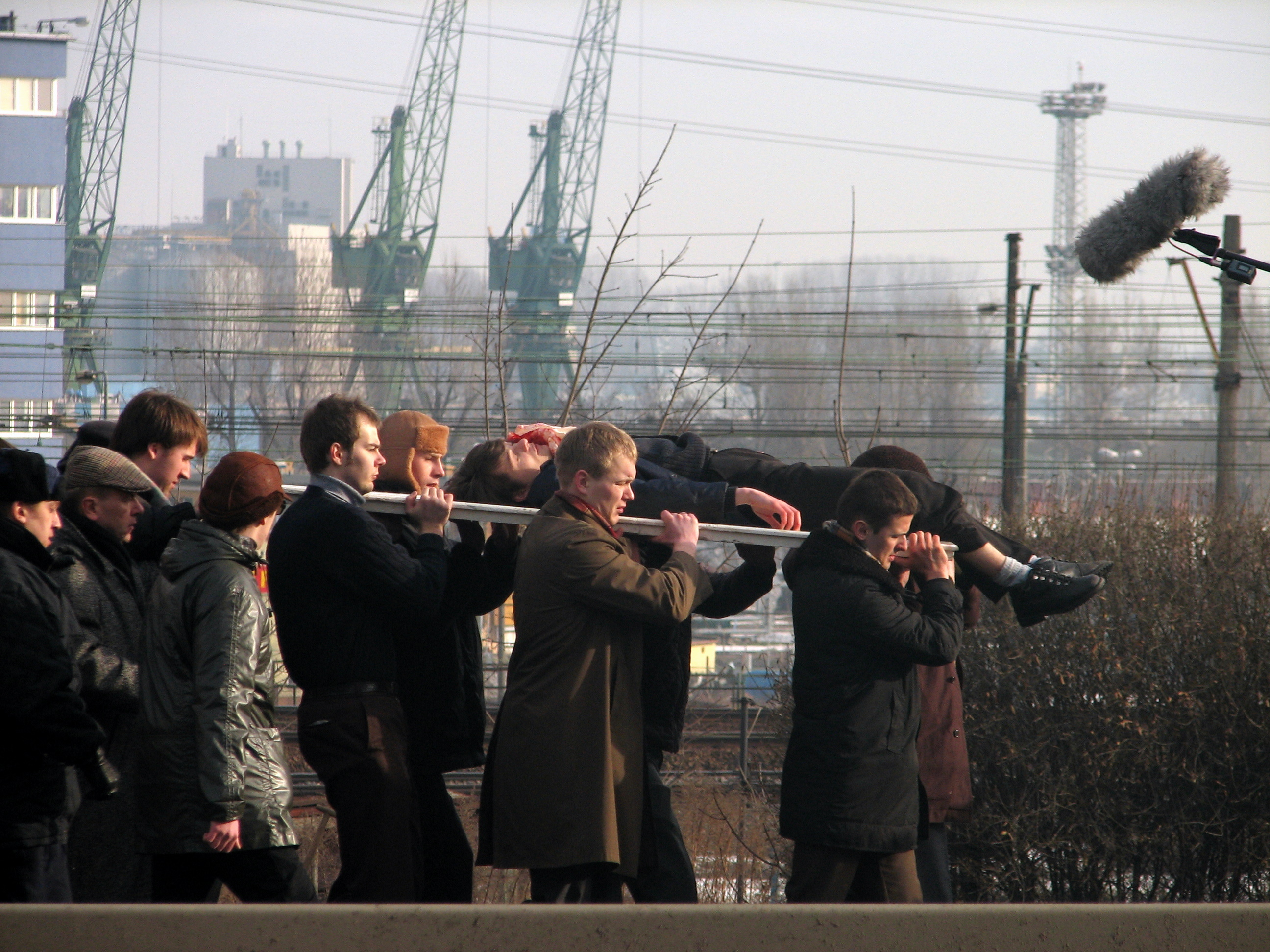
Кадр из фильма

Утром 17 декабря 1970 года Брунон Дрыва, как обычно, приезжает на работу. Рабочих встречают огнём. Брунон погибает под обстрелом, едва выйдя из электрички на перрон. Эта смерть не просто трагична, но и абсурдна — он, конечно, не был обрадован предпраздничным ростом цен, но активно не протестовал, не шёл на прямой конфликт с властями (возможно, не успел встать на такую позицию).

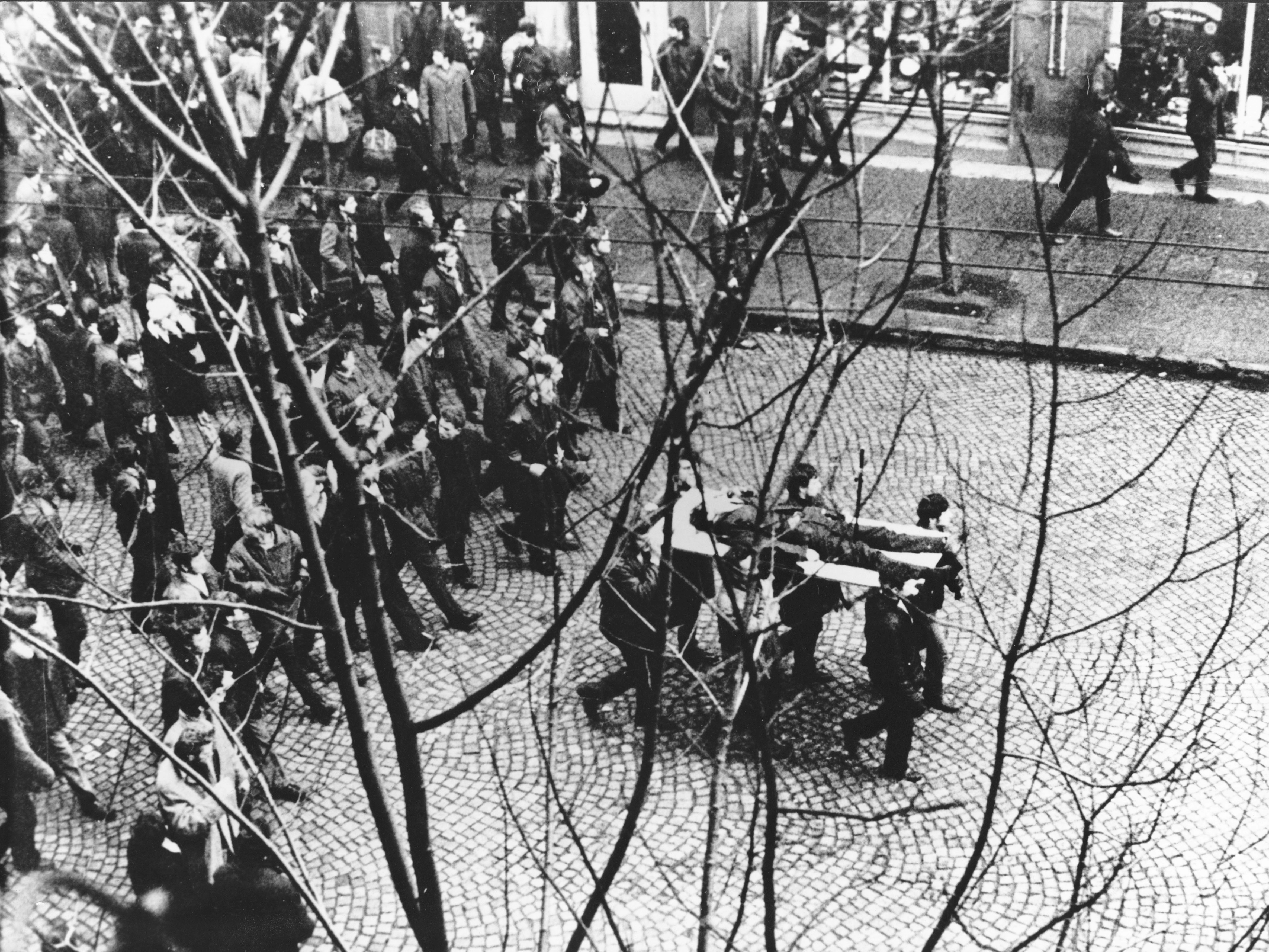
Фото реальных событий: демонстранты несут убитого Збигнева Годлевского

Гдыня охвачена протестами, на улицах десятки тысяч людей. На сорванных дверях демонстранты несут убитого рабочего (в реальности это был 18-летний Збигнев Годлевский, погибший одновременно с Бруноном Дрывой). Их останавливают заслоны ЗОМО. Происходят столкновения. Правительственные силы действуют с безоглядной жестокостью (лишь в одном эпизоде милицейский офицер опускает руку с пистолетом). Кадры фильма регулярно перемежаются с документальными съёмками, составляя неразрывное смысловое единство и подтверждая достоверность художественного пересказа.
Молодой рабочий Збышек (по смыслу сюжета, прообразом является Годлевский) не участвует в протестах. Его случайно задерживает зомовский патруль: «Покажи руки… А, чёрные! Бандит с верфи!» Парня доставляют в отдел милиции, где забивают насмерть. В реальности Годлевский погиб иначе.

### Власть
Важное место в фильме занимает совещание высшего руководства в кабинете первого секретаря ЦК ПОРП. Участвуют Владислав Гомулка, Зенон Клишко, Юзеф Циранкевич, Мечислав Мочар, Стефан Ольшовский. Хозяева страны обсуждают подавление бунта. Параллельно вставляются кадры милицейских избиений. Во время разговора секретарь сообщает о телефонном звонке Брежнева. На этот разговор Гомулка идёт почти шатаясь, как на начальственный «ковёр». Вернувшись, сообщает о достигнутом взаимопонимании. Последние сомнения снимаются, идёт обсуждение технических деталей подавления.
Наиболее ярко выведены образы Гомулки и Клишко. Войцех Пшоняк, исполнявший роль Гомулки, рассказывал о своей ненависти к данной исторической фигуре (в одной из рецензий говорится, что это отношение актёра придало персонажу фарсовые черты).

Игру особенно оценит старшее поколение зрителей, в чьей памяти сохранился скрипучий голос «товарища Веслава», сочившийся из репродукторов и телевизоров, с его неизменным «Товарищи и граждане…»

Клишко изъясняется сплошными штампами агитпропа, но каждое его слово проникнуто классовой ненавистью. Ему поддакивает Ольшовский, только что введённый в состав высшего руководства. Циранкевич имитирует величественную непроницаемость. В поведении Мочара проскальзывает нагловатая самоуверенность, главный силовик ПОРП явно считает себя хозяином положения.
Сцена в кабинете Гомулки совмещает атмосферу номенклатурного «комчванства» и чинопочитания с нравами уголовного «сходняка». Рецензенты отмечали показанный контраст между человеческими порывами представителей социальных низов и холодным машиноподобием властителей.
Эта часть фильма породила закономерный вопрос: почему среди персонажей отсутствует Войцех Ярузельский, в то время министр обороны ПНР, имевший прямое отношение к описываемым событиям? Автор сценария Мирослав Пепка объяснял это данными стенограммы заседания: решение принимала партийная верхушка во главе с Гомулкой, а не военное командование. Существует и иной взгляд: создатели фильма и президент Польши Бронислав Коморовский не хотели показывать первого президента Третьей Речи Посполитой в роли организатора убийств. Этот мнение основано на критике Коморовского за его лояльное отношение к бывшей номенклатуре ПОРП, но при этом не учитывается, что главой государства он стал после завершения съёмок.

### Трагедия
Стефания Дрыва ищет мужа. Родные и друзья либо догадываются, либо точно знают о его судьбе, но не решаются сказать. Сержант ЗОМО берётся помочь ей в поисках. Ночью они ездят в больницы и морги. Молодой фельдшер бросается на рефлексирующего зомовца: «Что творите, убийцы?! Рук уже не хватает таскать трупы! — Наши тоже погибли. — Правильно погибли». Сплюнув, фельдшер уходит. В этом образе — своеобразное предвестие будущей борьбы.
Ночью в квартиру приходят двое, по виду агенты госбезопасности. Стефанию забирают и увозят на похороны мужа. Происходит пронзительная сцена опознания трупа. Брунона тайно хоронят, едва позволив Стефании проститься. Атмосфера проникнута столкновением неизбывного горя человека с бездушной жестокостью государства.

### Будущее
Стефанию убеждают уехать из Гдыни. Она забирает детей, садится в поезд. Вагон проезжает мимо места, где был убит Брунон — и словно въезжает в современность: перед зрителем предстаёт обелиск погибшим рабочим, на котором среди других высечено имя Брунона Дрывы.

## В основных ролях

### Жители Гдыни
- Михал Ковальский — Брунон Дрыва, погибший рабочий судоверфи
- Марта Хонзатко — Стефания Дрыва, жена Брунона
- Цезарий Рыбиньский — Леон Дрыва, брат Брунона
- Марта Янковская — Ирэн Дрыва, жена Леона
- Войцех Тремичевский — пан Болек, моряк загранплавания, сосед семьи Дрыва
- Томаш Зентек — Збышек, убитый рабочий судоверфи
- Мацей Полторак — демонстрант, кричавший зомовцам «Стреляй в поляка!»
- Мацей Бжоска — фельдшер

### Руководители ПОРП
- Войцех Пшоняк — Владислав Гомулка, первый секретарь ЦК ПОРП
- Пётр Фрончевский — Зенон Клишко, секретарь ЦК ПОРП, куратор идеологии
- Витольд Дембицкий — Мечислав Мочар, секретарь ЦК ПОРП, куратор силовых структур
- Пётр Гарлицкий — Юзеф Циранкевич, секретарь ЦК ПОРП, премьер-министр ПНР
- Славомир Ожеховский — Стефан Ольшовский, секретарь ЦК ПОРП, куратор пропаганды
- Яцек Калуцкий — Мариан Спыхальский, председатель Госсовета ПНР
- Мирослав Кравчик — Алоизий Каркошка, первый секретарь Гданьского воеводского комитета ПОРП

### Силовики
- Бернард Шиц — Людвик Янчишин, адмирал, командующий ВМФ
- Збигнев Ольшевский — контр-адмирал
- Ежи Петрусиньский — офицер Службы безопасности
- Гжегож Вольф — агент Службы безопасности
- Кшиштоф Дземашкевич — полковник ЗОМО
- Мацей Конопиньский — офицер милиции
- Марек Рихтер — сержант ЗОМО
- Януш Хлебовский — зомовец

### Представители местных властей
- Гжегож Гзыль — Ян Марианьский, председатель городского совета Гдыни

## Резонанс
Съёмки длились с 16 февраля по 31 марта 2010 года. Искусственных декораций не использовалась, работа велась на местах реальных исторических событий. Стефания Дрыва подтвердила достоверность художественного описания событий, в том числе диалога между фельдшером и зомовцем.
Картина имела большой резонанс.

Каждый должен увидеть этот фильм, чтобы никогда больше брат не убивал брата.

Стефания Дрыва, 2011 год

Фильм удостоен ряда польских и международных кинематографических наград. В частности, на кинофестивале «Листопад» 2011 года в Минске Марта Хонзатко получила премию за лучшую женскую роль.

## Символика
Изобразительный символ — уличный эпизод, в котором вожак-демонстрант кричит зомовцам: «Стреляй в поляка!» Саундтрек — видеоролик Янек Вишневский пал. Балладу о Янеке Вишневском исполняет известный польский певец, композитор и аранжировщик Казимеж Сташевский.